# Фёдор Святославич
Фёдор Святославич — князь вяземский и дорогобужский, сын Святослава Глебовича можайского и брянского.
Перешёл на московскую службу и стал управлять полученными от тарусских князей землями на правобережье Оки.

## Семья
Дочь: Евпраксия Фёдоровна — вторая жена Семёна Гордого (1345—1346), затем жена Фёдора Константиновича фоминского и березуйского. На двоюродной сестре Фёдора (дочери Дмитрия Романовича), был женат брат Семёна Иван II Иванович.